# Do It Like a Dude
«Do It Like a Dude» — песня британской певицы Jessie J из её дебютного альбома Who You Are. Песня написана Jessie J в соавторстве с Джорджем Астейшо, Джейсоном Пебворсом, Джоном Шейвом, Кайли Эбрехемс.Для цифровой загрузки песня была выпущена в ноябре 2010 года, а на физическом носителе в январе 2011 года. Сингл достиг второй позиции в UK Singles Chart, 8-й позиции в чартах Бельгии и Новой Зеландии. «Do It Like a Dude» победила в номинации «Лучшая песня» на MOBO Awards в 2011 году.

## О песне
Изначально Jessie J хотела записать песню совместно с R&B певицей Rihanna, после того как она выпустила песню «Rude Boy», которая вдохновила Джесси на написание песни. После она отправила песню лейблу Island Records, прежде чем отправить её Рианне. Island настоял на том, чтобы записать песню соло и выпустить её первым синглом. В апреле 2011 года Корниш заявила, что хотела бы исполнить песню с Рианной на V Festival или на каком-нибудь другом крупном фестивале.
«Do It Like a Dude» это поп-рок-композиция с элементами R&B.

## Критика
Большинство критиков оставили положительные отзывы о песне, назвав её одной из лучших в альбоме. Также песня была занесена в красную книгу  .

## Живое исполнение
Jessie J исполнила песню на BRIT Awards 2011 13 января. 27 апреля 2011 года она исполнила песню на MuchMusic's New.Music.Live. 5 апреля 2011 исполнила песню на Music of Black Origin Awards 2011 где победила в четырёх номинациях.

## Список композиций
| №  | Название                                                     | Длительность |
| -- | ------------------------------------------------------------ | ------------ |
| 1. | «Do It Like a Dude» (Explicit Version)                       | 3:14         |
| 2. | «Do It Like a Dude» (Labrinth Mix)                           | 3:42         |
| 3. | «Do It Like a Dude» (Curtis Lynch Jnr Mix) (feat. Lady Chan) | 3:26         |
| 4. | «Do It Like a Dude» (Jakwob Mix)                             | 4:27         |
| 5. | «Do It Like a Dude» (Acoustic Version)                       | 4:19         |

| №  | Название                           | Длительность |
| -- | ---------------------------------- | ------------ |
| 1. | «Do It Like a Dude»                | 3:53         |
| 2. | «Do It Like a Dude» (Labrinth Mix) | 3:42         |

## Чарты
| Чарт (2010–11)                             | Наивысшая позиция |
| ------------------------------------------ | ----------------- |
| ARIA                                       | 66                |
| Австрия (Ö3 Austria Top 40)                | 62                |
| Бельгия/Фландрия (Ultratip Bubbling Under) | 8                 |
| Бельгия/Валлония (Ultratip Bubbling Under) | 19                |
| Дания (Tracklisten)                        | 16                |
| Франция (SNEP)                             | 71                |
| Германия (GfK)                             | 41                |
| Ирландия (IRMA)                            | 11                |
| Нидерланды (Single Top 100)                | 95                |
| Новая Зеландия (Recorded Music NZ)         | 8                 |
| Шотландия (OCC Scotland)                   | 2                 |
| Швеция (Sverigetopplistan)                 | 29                |
| Великобритания (OCC UK Singles)            | 2                 |